# Corn dog

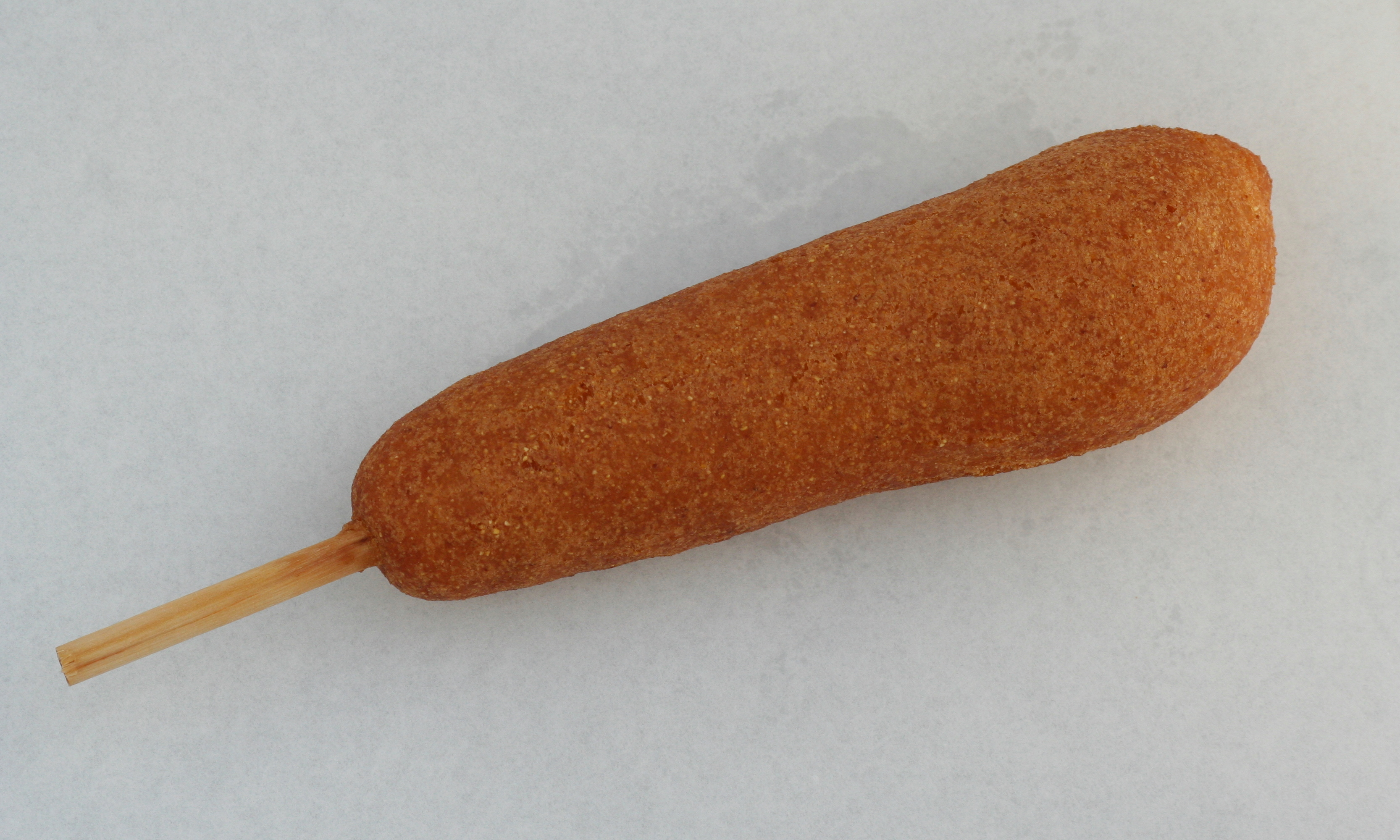
Corn dog.

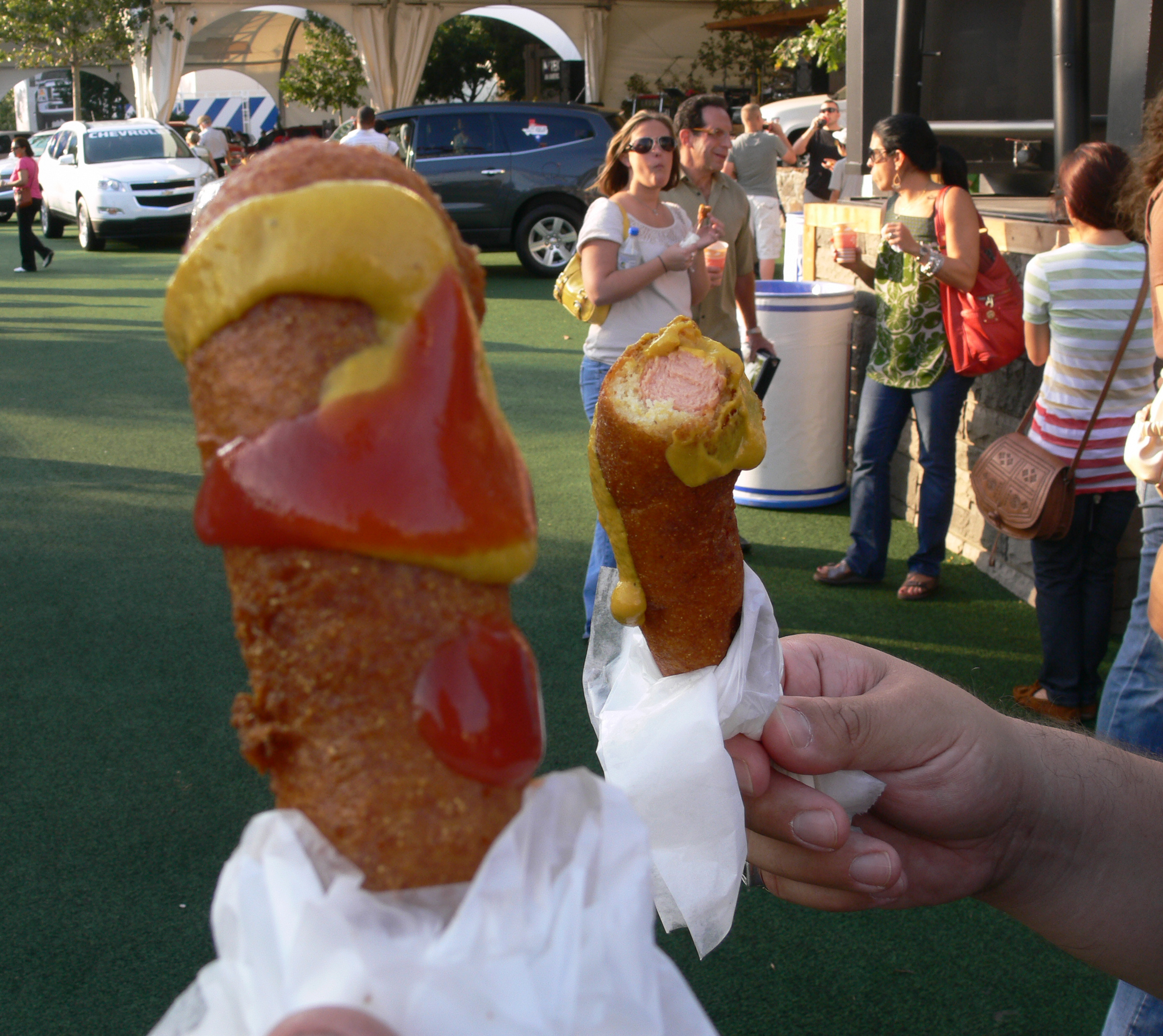
Corn dog i Texas.

Corn dog är en korv, trädd på ett träspett, som doppats i smet av majsmjöl och därefter friterats. Den är populär som snabbmat i USA, där den troligtvis uppfanns.
Vem som är uppfinnare till corn dog har länge varit omtvistat. Stanley S. Jenkins tog patent på en särskild fritös för exempelvis korv på spett 1929. Det dröjde dock till 1940-talet innan corn dog fått spridning.
Corn dog är populär snabbmat även i Korea, där den kallas "hot dog" och troligtvis importerades under 1980-talet. Den förekommer i olika utförande. Den traditionella varianten i Korea har ett tjockt överdrag med tuggmotstånd och är strösslad med socker.
Vid servering kan den toppas med olika tillbehör, ofta senap och ibland även ketchup, likt en korv med bröd.